# Civilisationskritik
Civilisationskritik är kritik av det moderna samhället, exempelvis arbetsdelningen, staten, tekniken, kulturen och det ekonomiska välståndet. Postmodernismen förknippas ofta med civilisationskritiken. Två tidiga civilisationskritiker var Diogenes, Jean-Jacques Rousseau och Ivan Illich, där den senare har tillskrivits idén om den ädle vilden. Primitivismen och anarko-primitivismen är civilisationskritiska ideologier, som mer eller mindre förespråkar en avveckling av civilisationen som den ser ut idag.